# Flujo óptico
Plantilla:Descripción breve

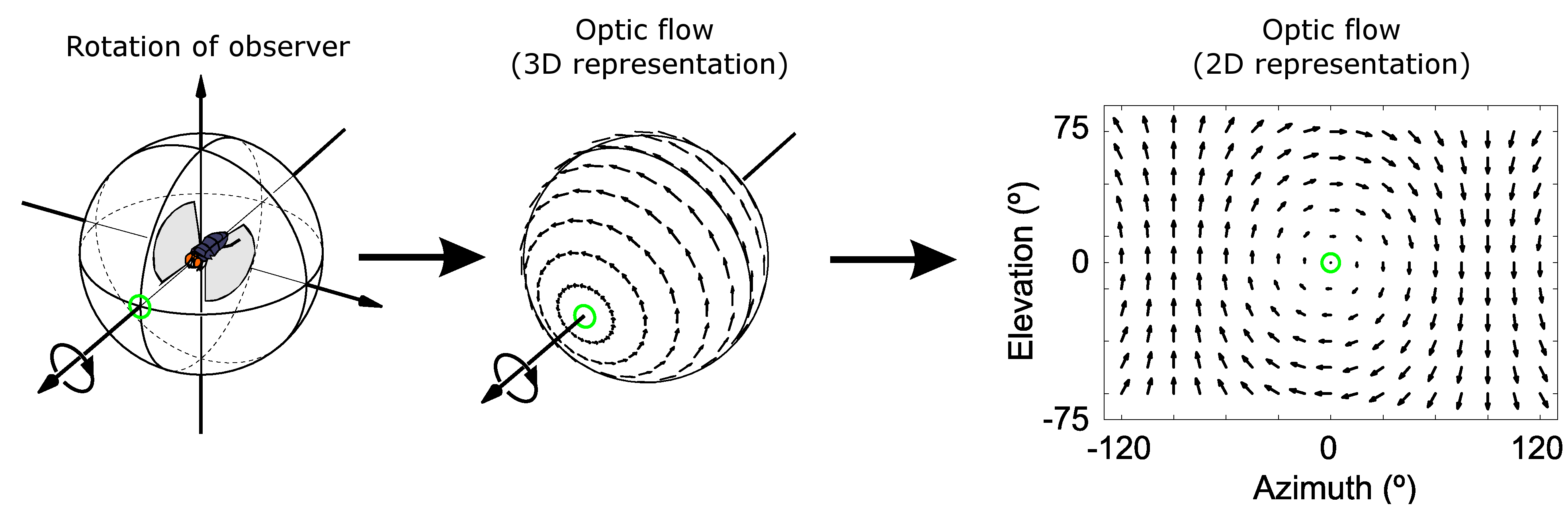
El flujo óptico experimentado por un observador en rotación (en este caso una mosca). La dirección y magnitud del flujo óptico en cada ubicación está representada por la dirección y longitud de cada flecha.

El flujo óptico es el patrón de movimiento aparente de objetos, superficies y bordes en una escena visual causado por el movimiento relativo entre un observador y una escena. El flujo óptico también puede definirse como la distribución de las velocidades aparentes de movimiento de un patrón de brillo en una imagen.
El concepto de flujo óptico fue introducido por el psicólogo estadounidense James J. Gibson en la década de 1940 para describir el estímulo visual que reciben los animales al moverse por el mundo. Gibson destacó la importancia del flujo óptico para la percepción de ofrecimiento, la capacidad de discernir las posibilidades de acción dentro del entorno. Los seguidores de Gibson y su enfoque ecológico de la psicología han demostrado además el papel del estímulo del flujo óptico para la percepción del movimiento por parte del observador en el mundo; la percepción de la forma, la distancia y el movimiento de los objetos en el mundo; y el control de la locomoción.
El término flujo óptico también es utilizado por los roboticistas, abarcando técnicas relacionadas del procesamiento de imágenes y el control de la navegación, incluyendo la detección de movimiento, la segmentación de objetos, la información del tiempo hasta el contacto, los cálculos del foco de expansión, la luminancia, la codificación compensada por movimiento y la medición de la disparidad estéreo.

## Estimación
El flujo óptico se puede estimar de varias maneras. En términos generales, los enfoques de estimación del flujo óptico se pueden dividir en modelos basados en el aprendizaje automático (a veces llamados modelos basados en datos), modelos clásicos (a veces llamados modelos basados en el conocimiento) que no utilizan el aprendizaje automático y modelos híbridos que utilizan aspectos tanto de los modelos basados en el aprendizaje como de los modelos clásicos.

### Modelos Clásicos
Muchos modelos clásicos utilizan la suposición intuitiva de la constancia del brillo; es decir, que aunque un punto se mueva entre fotogramas, su brillo permanece constante.
Para formalizar esta suposición intuitiva, consideremos dos fotogramas consecutivos de una secuencia de vídeo, con intensidad {\displaystyle I(x,y,t)}, donde {\displaystyle (x,y)} se refieren a las coordenadas del píxel y {\displaystyle t} al tiempo.
En este caso, la restricción de constancia del brillo es
{\displaystyle I(x,y,t)-I(x+u,y+v,t+1)=0,}
donde {\displaystyle \mathbf {w} :=(u,v)} es el vector de desplazamiento entre un punto en el primer fotograma y el punto correspondiente en el segundo fotograma.
Por sí sola, la restricción de constancia del brillo no puede resolverse para {\displaystyle u} y {\displaystyle v} en cada píxel, ya que solo hay una ecuación y dos incógnitas.
Esto se conoce como el problema de la apertura.
Por lo tanto, se deben imponer restricciones adicionales para estimar el campo de flujo.

#### Modelos Regularizados
Quizás el enfoque más natural para abordar el problema de la apertura es aplicar una restricción de suavidad o una restricción de regularización al campo de flujo.
Se pueden combinar ambas restricciones para formular la estimación del flujo óptico como un problema de optimización, donde el objetivo es minimizar la función de coste de la forma,
{\displaystyle E=\iint _{\Omega }\Psi (I(x+u,y+v,t+1)-I(x,y,t))+\alpha \Psi (|\nabla u|)+\alpha \Psi (|\nabla v|)dxdy,}
donde {\displaystyle \Omega } es la extensión de las imágenes {\displaystyle I(x,y)}, {\displaystyle \nabla } es el operador gradiente, {\displaystyle \alpha } es una constante, y {\displaystyle \Psi ()} es una función de pérdida.
Este problema de optimización es difícil de resolver debido a su no linealidad.
Para abordar este problema, se puede utilizar un enfoque variacional y linealizar la restricción de constancia del brillo utilizando una aproximación de serie de Taylor de primer orden. Específicamente, la restricción de constancia del brillo se aproxima como,
{\displaystyle {\frac {\partial I}{\partial x}}u+{\frac {\partial I}{\partial y}}v+{\frac {\partial I}{\partial t}}=0.}
Por conveniencia, las derivadas de la imagen, {\displaystyle {\tfrac {\partial I}{\partial x}}}, {\displaystyle {\tfrac {\partial I}{\partial y}}} y {\displaystyle {\tfrac {\partial I}{\partial t}}} a menudo se condensan para convertirse en {\displaystyle I_{x}}, {\displaystyle I_{y}} e {\displaystyle I_{t}}.
Hacerlo permite reescribir la restricción de constancia del brillo linealizada como,
{\displaystyle I_{x}u+I_{y}v+I_{t}=0.}
El problema de optimización ahora se puede reescribir como
{\displaystyle E=\iint _{\Omega }\Psi (I_{x}u+I_{y}v+I_{t})+\alpha \Psi (|\nabla u|)+\alpha \Psi (|\nabla v|)dxdy.}
Para la elección de {\displaystyle \Psi (x)=x^{2}}, este método es el mismo que el Método de Horn–Schunck.
Por supuesto, se han utilizado otras opciones de función de coste como {\displaystyle \Psi (x)={\sqrt {x^{2}+\epsilon ^{2}}}}, que es una variante diferenciable de la norma {\displaystyle L^{1}}.
Para resolver el problema de optimización mencionado anteriormente, se pueden usar las ecuaciones de Euler-Lagrange para proporcionar un sistema de ecuaciones diferenciales parciales para cada punto en {\displaystyle I(x,y,t)}. En el caso más simple de usar {\displaystyle \Psi (x)=x^{2}}, estas ecuaciones son,
{\displaystyle I_{x}(I_{x}u+I_{y}v+I_{t})-\alpha \Delta u=0,}
{\displaystyle I_{y}(I_{x}u+I_{y}v+I_{t})-\alpha \Delta v=0,}
donde {\displaystyle \Delta ={\frac {\partial ^{2}}{\partial x^{2}}}+{\frac {\partial ^{2}}{\partial y^{2}}}} denota el operador de Laplace.
Dado que los datos de la imagen se componen de píxeles discretos, estas ecuaciones se discretizan.
Al hacerlo, se obtiene un sistema de ecuaciones lineales que se puede resolver para {\displaystyle (u,v)} en cada píxel, utilizando un esquema iterativo como el Método de Gauss-Seidel.
Aunque la linealización de la restricción de constancia del brillo simplifica significativamente el problema de optimización, la linealización solo es válida para desplazamientos pequeños y/o imágenes suaves. Para evitar este problema, a menudo se utiliza un enfoque multiescala o de grueso a fino. En dicho esquema, las imágenes se submuestrean inicialmente y las ecuaciones de Euler-Lagrange linealizadas se resuelven en la resolución reducida. El campo de flujo estimado a esta escala se utiliza luego para inicializar el proceso en la siguiente escala. Este proceso de inicialización se realiza a menudo deformando un fotograma utilizando la estimación actual del campo de flujo para que sea lo más similar posible al otro.
Un enfoque alternativo es discretizar el problema de optimización y luego realizar una búsqueda de los posibles valores de {\displaystyle (u,v)} sin linealizarlo.
Esta búsqueda se realiza a menudo utilizando algoritmos del Teorema de flujo máximo-corte mínimo, programación lineal o con Algoritmo de propagación de creencias.

#### Modelos Paramétricos
En lugar de aplicar la restricción de regularización punto por punto como en un modelo regularizado, se pueden agrupar los píxeles en regiones y estimar el movimiento de estas regiones.
Esto se conoce como un modelo paramétrico, ya que el movimiento de estas regiones está parametrizado.
Al formular la estimación del flujo óptico de esta manera, se asume que el campo de movimiento en cada región puede caracterizarse completamente por un conjunto de parámetros.
Por lo tanto, el objetivo de un modelo paramétrico es estimar los parámetros de movimiento que minimizan una función de pérdida que se puede escribir como,
{\displaystyle {\hat {\boldsymbol {\alpha }}}=\arg \min _{\boldsymbol {\alpha }}\sum _{(x,y)\in {\mathcal {R}}}g(x,y)\rho (x,y,I_{1},I_{2},u_{\boldsymbol {\alpha }},v_{\boldsymbol {\alpha }}),}
donde {\displaystyle {\boldsymbol {\alpha }}} es el conjunto de parámetros que determinan el movimiento en la región {\displaystyle {\mathcal {R}}}, {\displaystyle \rho ()} es el término de coste de datos, {\displaystyle g()} es una función de ponderación que determina la influencia del píxel {\displaystyle (x,y)} en el coste total, y {\displaystyle I_{1}} e {\displaystyle I_{2}} son los fotogramas 1 y 2 de un par de fotogramas consecutivos.
El modelo paramétrico más simple es el Método Lucas–Kanade. Este utiliza regiones rectangulares y parametriza el movimiento como puramente traslacional. El método de Lucas-Kanade utiliza la restricción de constancia del brillo original como término de coste de datos y selecciona {\displaystyle g(x,y)=1}.
Esto produce la función de pérdida local,
{\displaystyle {\hat {\boldsymbol {\alpha }}}=\arg \min _{\boldsymbol {\alpha }}\sum _{(x,y)\in {\mathcal {R}}}|I(x+u_{\boldsymbol {\alpha }},y+v_{\boldsymbol {\alpha }},t+1)-I(x,y,t)|.}
Otras posibles funciones de pérdida locales incluyen la correlación cruzada normalizada negativa entre los dos fotogramas.

### Modelos Basados en el Aprendizaje
En lugar de buscar modelar el flujo óptico directamente, se puede entrenar un sistema de aprendizaje automático para estimar el flujo óptico. Desde 2015, cuando se propuso FlowNet, los modelos basados en el aprendizaje se han aplicado al flujo óptico y han ganado prominencia. Inicialmente, estos enfoques se basaban en Redes Neuronales Convolucionales dispuestas en una arquitectura U-Net. Sin embargo, con la llegada de la arquitectura transformer en 2017, los modelos basados en transformadores han ganado prominencia.
La mayoría de los enfoques basados en el aprendizaje para el flujo óptico utilizan el aprendizaje supervisado. En este caso, se utilizan muchos pares de fotogramas de datos de video y sus correspondientes campos de flujo de verdad fundamental, usadospara optimizar los parámetros del modelo basado en el aprendizaje y así estimar con precisión el flujo óptico. Este proceso a menudo se basa en vastos conjuntos de datos de entrenamiento debido al número de parámetros involucrados.

## Usos
La estimación de movimiento y la compresión de video se han desarrollado como un aspecto importante de la investigación del flujo óptico. Si bien el campo de flujo óptico es superficialmente similar a un campo de movimiento denso derivado de las técnicas de estimación de movimiento, el flujo óptico es el estudio no solo de la determinación del campo de flujo óptico en sí, sino también de su uso para estimar la naturaleza y estructura tridimensional de la escena, así como el movimiento 3D de los objetos y el observador en relación con la escena, la mayoría de ellos utilizando el Jacobiano de la imagen.
El flujo óptico ha sido utilizado por investigadores en robótica en muchas áreas como: detección de objetos, extracción del plano dominante de la imagen, detección de movimiento, navegación de robots y odometría visual. La información del flujo óptico ha sido reconocida como útil para controlar micro vehículos aéreos.
La aplicación del flujo óptico incluye el problema de inferir no solo el movimiento del observador y los objetos en la escena, sino también la estructura de los objetos y el entorno. Dado que la conciencia del movimiento y la generación de mapas mentales de la estructura de nuestro entorno son componentes críticos de la visión animal (y humana), la conversión de esta habilidad innata en una capacidad informática es igualmente crucial en el campo de la visión artificial.

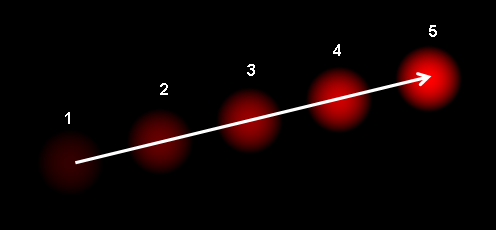
El vector de flujo óptico de un objeto en movimiento en una secuencia de video.

Considere un clip de cinco fotogramas de una pelota que se mueve desde la parte inferior izquierda de un campo de visión hacia la parte superior derecha. Las técnicas de estimación de movimiento pueden determinar que en un plano bidimensional la pelota se mueve hacia arriba y hacia la derecha, y los vectores que describen este movimiento pueden extraerse de la secuencia de fotogramas. Para fines de compresión de video (por ejemplo, MPEG), la secuencia ahora se describe tan bien como es necesario. Sin embargo, en el campo de la visión artificial, la cuestión de si la pelota se está moviendo hacia la derecha o si el observador se está moviendo hacia la izquierda es información desconocida pero crítica. Ni siquiera si un fondo estático y con patrones estuviera presente en los cinco fotogramas, podríamos afirmar con confianza que la pelota se estaba moviendo hacia la derecha, porque el patrón podría estar a una distancia infinita del observador.

## Sensor de flujo óptico
Existen varias configuraciones de sensores de flujo óptico. Una configuración es un chip de sensor de imagen conectado a un procesador programado para ejecutar un algoritmo de flujo óptico. Otra configuración utiliza un chip de visión, que es un circuito integrado que tiene tanto el sensor de imagen como el procesador en el mismo dado, lo que permite una implementación compacta. Un ejemplo de esto es un sensor de ratón óptico genérico utilizado en un ratón óptico. En algunos casos, los circuitos de procesamiento pueden implementarse utilizando circuitos analógicos o de señal mixta para permitir un cálculo rápido del flujo óptico utilizando un consumo de corriente mínimo.
Un área de investigación contemporánea es el uso de técnicas de ingeniería neuromórfica para implementar circuitos que responden al flujo óptico y, por lo tanto, pueden ser apropiados para su uso en un sensor de flujo óptico. Dichos circuitos pueden inspirarse en los circuitos neuronales biológicos que responden de manera similar al flujo óptico.
Los sensores de flujo óptico se utilizan ampliamente en los ratones ópticos de computadora, como el principal componente de detección para medir el movimiento del ratón sobre una superficie.
Los sensores de flujo óptico también se están utilizando en aplicaciones de robótica, principalmente donde hay una necesidad de medir el movimiento visual o el movimiento relativo entre el robot y otros objetos en las proximidades del robot. El uso de sensores de flujo óptico en vehículos aéreos no tripulados (UAV), para la estabilidad, la estimación de altitud y la evasión de obstáculos, es también un área de investigación actual.